# 푸에르타 데 톨레도역
푸에르타 데 톨레도 역(스페인어: Puerta de Toledo)은 마드리드 지하철 5호선의 역이다. 마드리드 아르간수엘라 구와 센트로 구에 걸쳐 있으며, 톨레도 거리나 론다 데 톨레도, 론다 데 세고비아, 그란비아 데 산프란시스코 등 마드리드의 주요 거리가 모이는 푸에르타 데 톨레도 광장 지하에 자리잡고 있다. 요금구역상으로는 A구역에 속한다.

## 역사
1968년 6월 5일 5호선의 카야오 - 카라반첼 구간 개통과 함께 영업에 들어갔다. 2003년부터 2004년까지 내장공사를 진행하여 천장과 벽면을 새로 바꿨다. 다만 공사과정에서 엘리베이터는 설치되지 않아 여전히 계단으로만 접근할 수 있다.

## 환승 정보
역 주변에 시내버스 정류장이 세 곳 있다.
버스
- 시내버스
  - 3, 17, 18, 23, 35, 41, 60, 148, C1, C2번 노선 (주간)
  - N16, N26번 노선 (야간)

지하철
| 마드리드 지하철              | 마드리드 지하철       | 마드리드 지하철         |
| ---------------------------- | --------------------- | ----------------------- |
| 라 라티나 알라메다 데 오수나 | 마드리드 지하철 5호선 | 아카시아스 카사 데 캄포 |